# Allochtone ouderen
De term allochtone ouderen betekent letterlijk ouderen uit een ander land. Tegenover de uitdrukking allochtone ouderen staat de uitdrukking autochtone ouderen, dat letterlijk ouderen uit hetzelfde land betekent. In Nederland verstaan wij onder allochtone ouderen niet alleen de grote groepen migranten (Turken, Marokkanen, Surinamers en Antillianen) maar ook Zuid-Europeanen, Chinezen, Oost-Europeanen en vluchtelingengroepen (zoals Afghanen, Ghanezen, Irakezen, Iraniërs, Somaliërs) van 50 jaar en ouder.

## Allochtone ouderen in Nederland
Er waren in 2005 zo’n 116.000 niet-westerse allochtonen van 55 jaar en ouder (3% van alle 55-plussers in Nederland). Binnen 10 jaar zijn er 261.000 oudere Turken, Marokkanen, Surinamers, Zuid-Europeanen en andere groepen. In 2020 zal hun aantal verdrievoudigd zijn (6% van de ouderen).
Er is flink veel armoede onder niet-westerse allochtonen. Zij hebben aanzienlijk vaker een laag inkomen dan autochtone huishoudens. In 2003 ligt het percentage lage inkomens op bijna 29%, dat is 3,5 maal zo hoog als dat van autochtonen. Voor 65-plussers ligt het percentage personen met een laag inkomen juist lager dan gemiddeld. 
In 2003 hadden 55.000 allochtone huishoudens met een hoofdkostwinner van 55 jaar of ouder een laag inkomen. Dat was 9% van alle lage inkomens. Geringe pensioenopbouw door het op latere leeftijd instromen op de Nederlandse arbeidsmarkt is een van de oorzaken van het grote aandeel lage inkomens onder niet-westerse allochtone ouderen. Daarnaast vonden deze mensen vaak werk in laaggeschoolde en daarmee laagbetaalde banen (relatief vaak zonder pensioenopbouw) en hadden zij verhoudingsgewijs vaak te maken met periodes van werkloosheid.
Op lokaal niveau zijn er vrij veel initiatieven van instellingen gericht op allochtone ouderen. Zo ging men in Utrecht uit van de vaststelling dat jongeren en ouderen, allochtonen en autochtonen naast elkaar leven en wonen. Zij komen elkaar tegen op straat, in de bus en in de winkel om de hoek en toch ontstaat er geen werkelijk contact tussen deze groepen. Het gevolg is onbekendheid, vooroordelen en incidenten. Het inspireren van deze groepen tot betrokkenheid bij elkaar en bij hun omgeving vormt dan ook een van de uitdagingen van het lokaal sociaal beleid. In de Utrechtse wijk Lombok doorbrak het project Buurtreminiscentie de onbekendheid met elkaar. Oudere Nederlandse, Marokkaanse en Turkse wijkbewoners vertelden aan elkaar en andere inwoners van de wijk over vroeger. 
In Amsterdam is het Centrum voor advies en begeleiding voor oudere migranten (CABO) een aanjager voor het werken met allochtone oudere. CABO geeft voorlichting over ouder worden in Nederland. Het organiseert ‘ontdekkingsreizen' in de eigen stad, geeft voorlichting over gezondheid en helpt algemene instellingen veel betere dienstverlening aan de allochtone ouderen te bieden. Verder heeft het meegewerkt aan het ontwikkelen van een speciaal programma gericht op meer lichaamsbeweging voor Turkse ouderen. CABO heeft een fotoserie over allochtone ouderen laten maken die ook is tentoongesteld en gedeeltelijk via het internet is te bekijken. 
Eveneens in Amsterdam heeft het Verzorgingshuis d'Oude Raai samen met het welzijnsorganisatie Combiwel in de Pijp en het zorgcentrum Tabita een project uitgevoerd voor het stimuleren van ontmoeting van allochtone ouderen. Dit heeft geresulteerd in het multicultureel ouderencentrum 'De ontmoeting'.
De leefsituatie van allochtone ouderen verschilt aanzienlijk van die van hun autochtone leeftijdsgenoten. Op veel terreinen
zijn zij slechter af. Maar het is niet alleen kommer en kwel. De pioniersgeest, de verhalen en de levenservaring van allochtone
ouderen vormen belangrijke aanknopingspunten voor welzijn, erbij horen en meedoen in de samenleving, in hun eigen kring en daarbuiten. In dit kader wordt gesproken over zilveren kracht van allochtone ouderen.
Chinese ouderen in Nederland krijgen onder meer aandacht van de Chinese ouderenvereniging Chun Pah in diverse steden, Wah Fook Wui in Rotterdam en De Chinese Brug in Den Haag. Deze probeert ouderen uit hun isolement te halen en organiseert allerlei uitstapjes en bijeenkomsten tijdens Chinese feestdagen. Ook vormen zij met Inspraakorgaan Chinezen projecten om nieuwe ouderenwoningen te maken voor Chinese ouderen, zodat Chinese ouderen in een leefomgeving komen waar ze geen taal- en cultuurbarrière hebben.

## Allochtone ouderen in Europa
De allochtone ouderen in Europa kunnen in drie groepen worden ingedeeld:
- ouderen die in Europa wonen vanwege een koloniaal verleden
- ouderen die in Europa wonen vanwege arbeidsmigratie om economische redenen
- ouderen die in Europa wonen vanwege een geschiedenis als vluchteling of asielzoeker

Sinds geruime tijd zijn er in Europees verband allerlei uitwisselingsprojecten rond het thema allochtone ouderen.

## Allochtone ouderen en beleid
Tot voor een aantal jaren speelde de rijksoverheid een stimulerende en innoverende rol op dit terrein. De aandacht voor allochtone ouderen is de laatste jaren sterk afgenomen.

## Sleutelfiguren
- Emiliano Ruiz over dit onderwerp: "Als Zuid-Europeaan zijnde en veertig jaar in Nederland wonende, merk ik dat de Zuid-Europeanen en dan met name de ouderen, nog steeds in een achterstand verkeren."